# Tricimba melanochaeta
Tricimba melanochaeta är en tvåvingeart som beskrevs av Ismay 1993. Tricimba melanochaeta ingår i släktet Tricimba och familjen fritflugor. Inga underarter finns listade i Catalogue of Life.